# كعكة الجعة

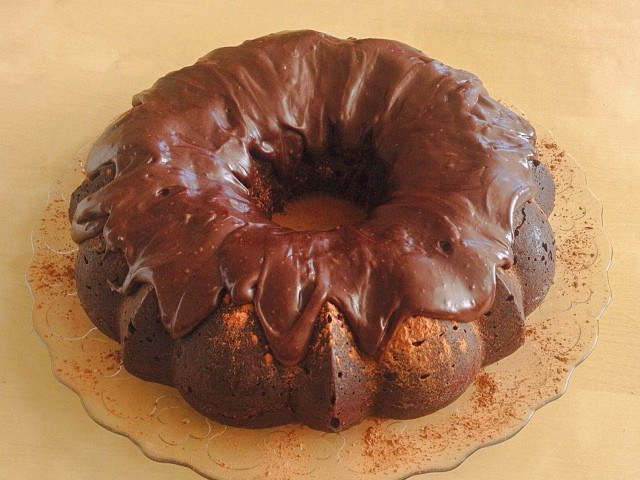
كعكة الشكلاطة الممزوجة بالجعة القوية

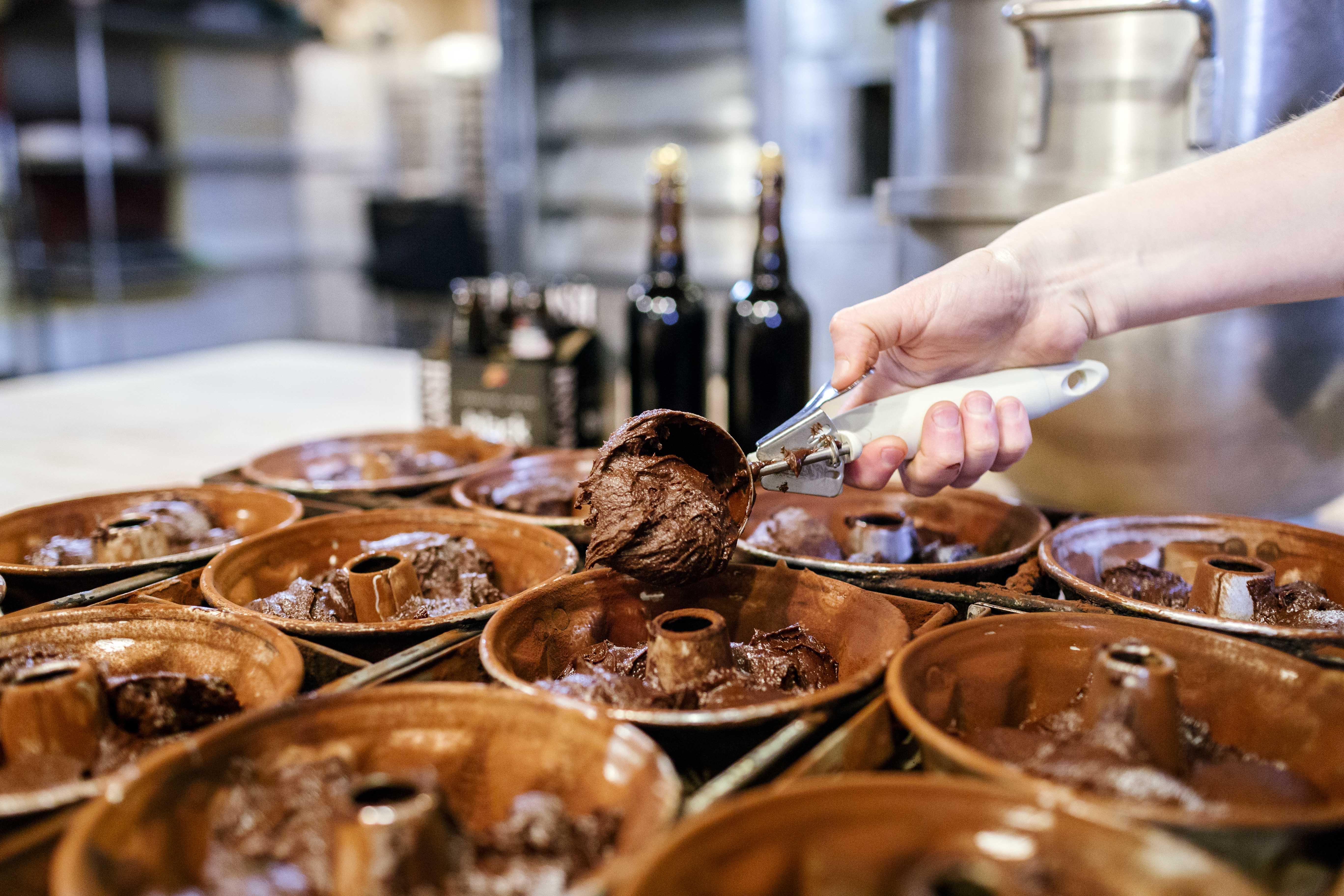
خليط كعكة الشكلاطة الذي يُحضر باستخدام الجعة، يوضع في الأطباق

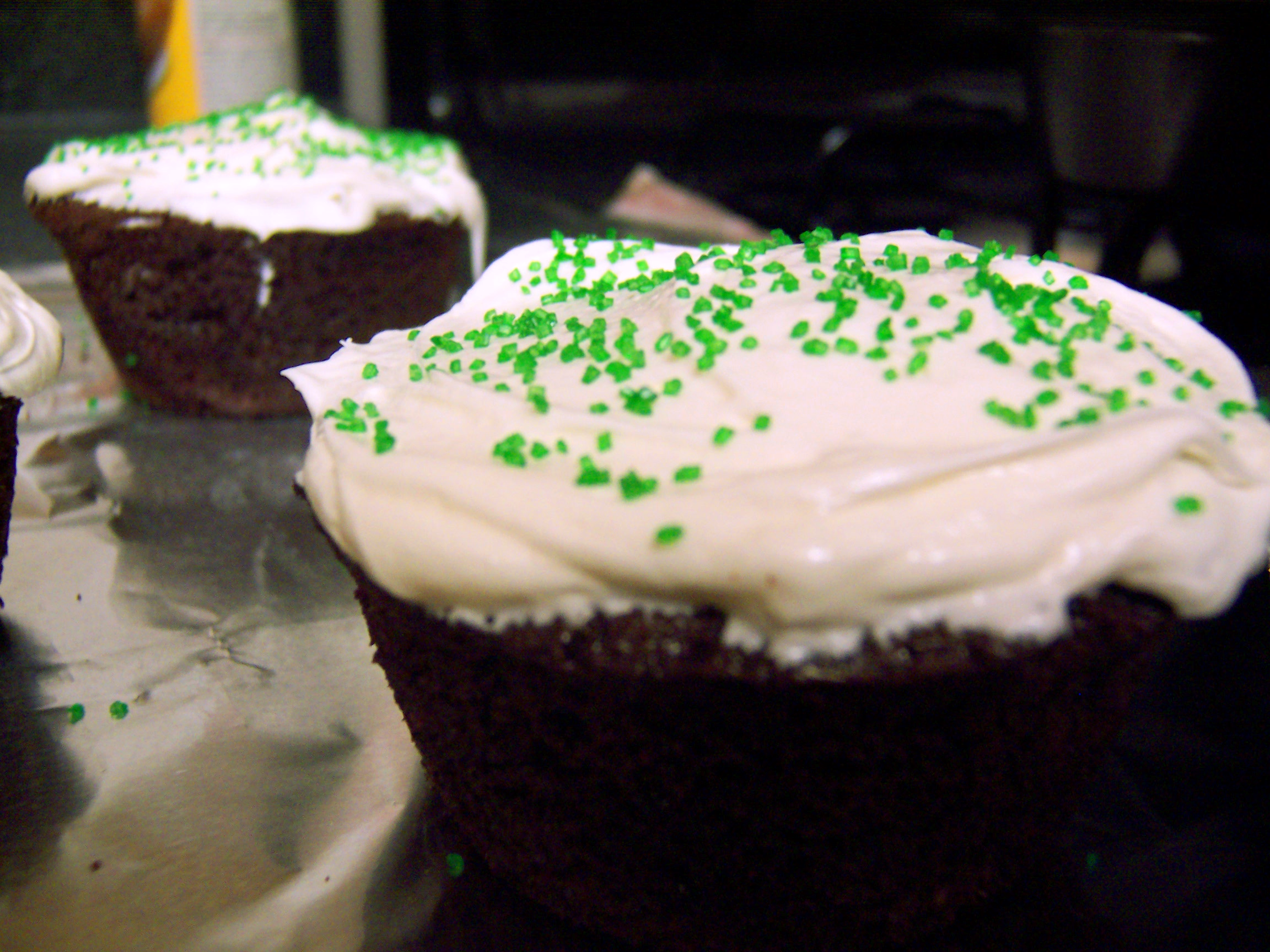
كب كيك محضرة بجعة غِنِس

كعكة الجعة أو البيرة كعكة تُحضر بالجعة مكونًا أساسًا ومكونات كعكة نموذجية أخرى. قد تحتوي كعكات جعة الشكلاطة على جعة شجيرة وبيرة شوكولاتة ، وبعض كعكات الزنجبيل تشمل البيرة في تحضيرها. تستخدم قبيلة ربحة في الهند نوعًا من كعكة الجعة المحضرة بالأرز لصنع خمر الأرز والفُتيكة وهو مشروب مقطر. توجد اختلافات في كعكة البيرة ، مثل كعكة جعة الجذور.
قد تضفي الجعة المستخدمة في كعكة الجعة طعمة خميرة على الكعكة. يمكن أيضًا تحضير التغطية السكرية على كعكة البيرة باستخدام الجعة مكونًا أساسًا. تستخدم بيرة إستَوت والشوكولاتة أحيانًا في تحضير كعك بيرة الشوكولاتة.
توجد أيضًا اختلافات في التحضير مثل استخدام الفاكهة في تحضير كعكة الجعة، مثل العنب البري. تتمثل إحدى التقنيات في خلط الفاكهة في كوب وتضاف إليه الجعة ثم يضاف الخليط الناتج في خليط الكعكة. يمكن أيضًا استخدام الفاكهة لتزيين كعكة الجعة.